# 德里克·塔克斯

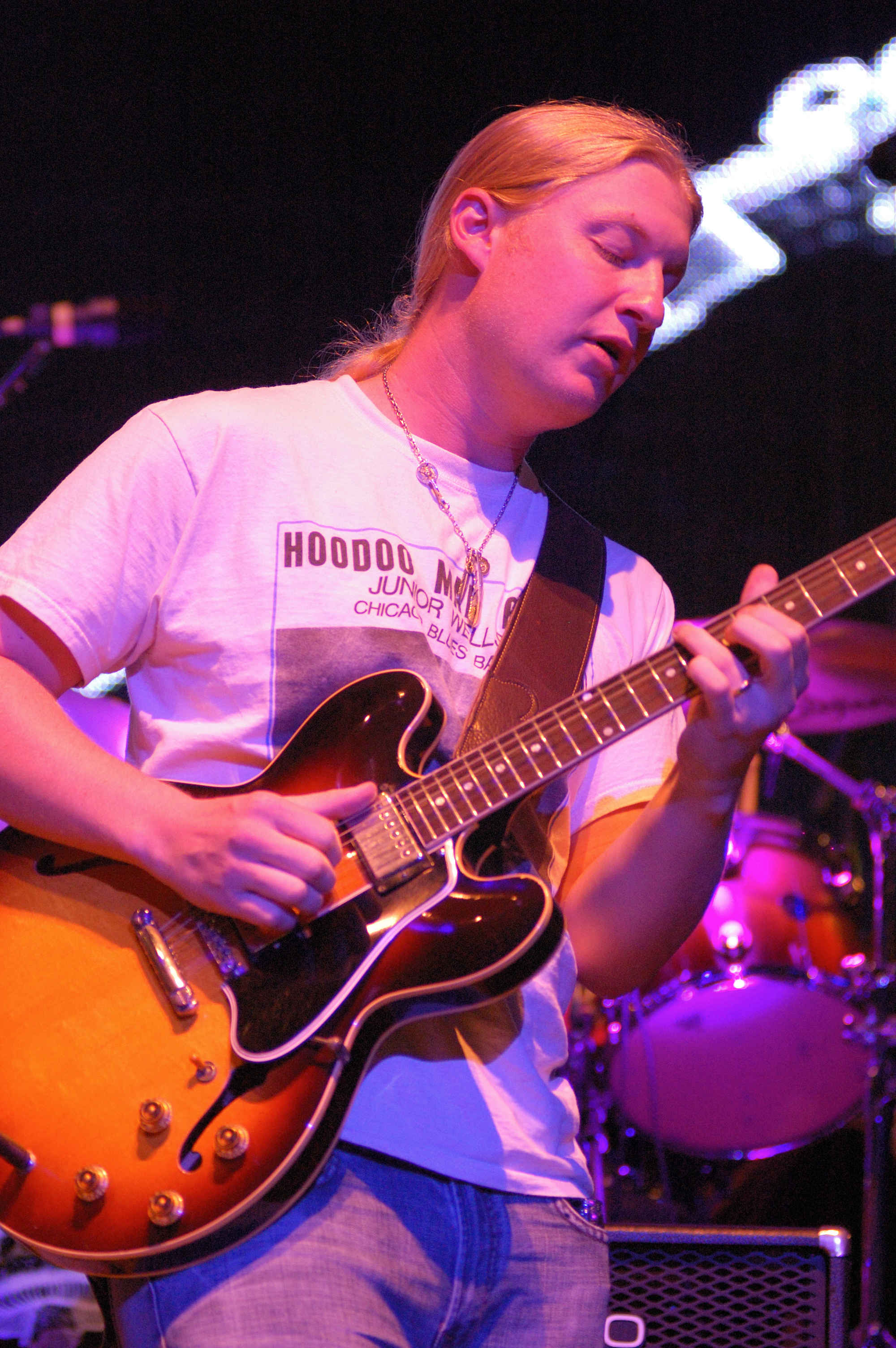
德里克·塔克斯

德里克·塔克斯（Derek Trucks，1979年6月8日—），生于美国佛罗里达州杰克逊维尔。他的叔叔是歐曼兄弟乐團的成员Butch Trucks，他本人则是当今最出色的藍調吉他手之一，滾石雜誌在2003年史上一百大吉他手排名第81位 。2011年滾石雜誌一百大吉他手被列為第16位。
Derek Trucks自幼学习吉他，18岁就组建了个人乐队德里克·塔克斯乐队(The Derek Trucks Band)，并在1999年加入了歐曼兄弟樂團(The Allman Brothers Band)。他擅长演奏藍調，摇滚乐以及爵士乐风格的作品。
2007年一月，随同埃里克·克莱普顿(Eric Clapton)首次来华演出，在香港和上海先后演出两场。

## 外部連結
- Derek Trucks official website     * Derek Trucks Band collection at the Internet Archive's live music archive
- Derek sits down with Ira Haberman of The Sound Podcast for a feature interview